# Kapulogo
Kapulogo is een bestuurslaag in het regentschap Wonosobo van de provincie Midden-Java, Indonesië. Kapulogo telt 1828 inwoners (volkstelling 2010).